# Mozart Waagepetersen
Ludvig Lorentz Mozart Waagepetersen (22. oktober 1813 i København – 25. februar 1885 sammesteds) var en dansk vinhandler og officer.
Mozart Waagepetersen var søn af kgl. hof-vinhandler Christian Waagepetersen og Albertine Emerentze født Schmidt. Hans fornavn skyldtes familiens store kærlighed til musikken. Efter faderens død 1840 overtog han familieforretningen og drev den videre. Han var også kaptajn i Kongens Livjægerkorps og blev i 1867 portugisisk vicekonsul for København.
Waagepetersen huskes især som Rosenvængets grundlægger. Han købte i 1857 dette areal på det landlige og ubebyggede Østerbro af familien Tutein, og året efter begyndte han en udstykning til byggegrunde. Det blev til Danmarks første villakvarter. Da Waagepetersen sluttede udparcelleringen i 1872, var 49 grunde solgt. Han byggede samme år en villa til sig selv på hjørnet af Rosenvængets Sideallé og Rosenvængets Hovedvej (nr. 32) som supplement til byhuset i Store Strandstræde. På det tidspunkt var der begyndt at komme gasbelysning. Inden udstykningen havde Waagepetersen dog måttet frikøbe sig af Københavns Magistrats forkøbsret til det gamle "Rosenvenge".
Han var gift med Erik Skrams faster Mathilde Schram.
Waagepetersens villa blev i 2006 revet ned trods protester.